# Monaghan
Monaghan (Muineachán in irlandese) è una cittadina della Repubblica d'Irlanda, capoluogo dell'omonima contea. 
Il nome deriva da un diminutivo plurale della parola irlandese muine che significa "una leggera area rialzata" o talvolta "collinetta". 
Il Consiglio della contea preferisce l'interpretazione "terra delle piccole colline", riferendosi ai numerosi drumlin della zona. Le Chiese Elim nacquero a Monaghan nel 1915.

## Sport
La squadra principale della città è il Monaghan United.
Ci è nato il calciatore Mark Connolly.